# LCM YF-09
Gli LCM YF-09 sono una classe di  mezzi da sbarco del tipo Landing Craft Mechanized (LCM) in servizio nella Japan Maritime Self-Defense Force.
Gli LCM del tipo YF-09 sono stati sviluppati per sostituire i precedenti mezzi da sbarco, in particolare la classe YF-119, e sono simili ed equivalenti agli LCM-8 dell'US Navy. 
Hanno una lunghezza di 27 metri, e una larghezza di 7 metri, e sono in grado di trasportare un carico massimo di 50 tonnellate, oppure una compagnia di 200 soldati completamente equipaggiati.
Questi mezzi da sbarco sono dotati di rampa a prua con portellone abbassabile, che permette all'imbarcazione di arenarsi sulla spiaggia e far scendere rapidamente i veicoli. Su ogni unità è disponibile una gru che può essere usata per sollevare e imbarcare il carico.